# Darko Čurlinov
Darko Čurlinov (Macedonisch: Дарко Чурлинов, Darko Tsjoerlinov) (Skopje, 11 juli 2000) is een Macedonisch voetballer die doorgaans als vleugelaanvaller speelt. Hij verruilde 1. FC Köln in januari 2020 voor VfB Stuttgart, dat hem in augustus 2021 voor een jaar aan FC Schalke 04 verhuurde. Čurlinov debuteerde in 2017 voor het Macedonisch voetbalelftal.

## Clubcarrière
Čurlinov speelde in de jeugd van FK Rabotnički en FK Vardar in zijn geboortestad Skopje, voor hij in 2014 naar Duitsland verhuisde. Hij werd opgenomen in de jeugdopleiding van Hansa Rostock, waar hij een jaar speelde. In 2015 vertrok Čurlinov naar 1. FC Magdeburg. In 2016 verhuisde hij naar 1. FC Köln. Voor die club maakte hij in 2018 zijn profdebuut bij het tweede elftal. Op de eerste speeldag van het seizoen 2019/20 debuteerde Čurlinov in de hoofdmacht van Köln, maar het bleef bij dit ene optreden. Op 8 januari 2020 tekende hij een contract bij VfB Stuttgart. Met die club vierde Čurlinov promotie naar de Bundesliga. Hij was echter niet altijd verzekerd van een basisplaats en kwam voornamelijk als invaller in het veld. Op 18 augustus 2021 verhuurde Stuttgart hem voor een seizoen aan het naar de 2. Bundesliga gedegradeerde FC Schalke 04.

## Interlandcarrière
Čurlinov speelde voor verschillende Macedonische jeugdelftallen en maakte op 16-jarige leeftijd zijn debuut voor het Macedonisch voetbalelftal, in een vriendschappelijke wedstrijd in 2017 tegen Wit-Rusland (3–0 winst). Zijn tweede interland volgde echter pas in juni 2021, nadat hij was opgenomen in de Macedonische selectie voor het uitgestelde EK 2020. Čurlinov maakte zijn eerste doelpunt op 4 juni 2021 tegen Kazachstan (4–0 winst).
| Interlands van Darko Čurlinov voor Noord-Macedonië | Interlands van Darko Čurlinov voor Noord-Macedonië | Interlands van Darko Čurlinov voor Noord-Macedonië | Interlands van Darko Čurlinov voor Noord-Macedonië | Interlands van Darko Čurlinov voor Noord-Macedonië | Interlands van Darko Čurlinov voor Noord-Macedonië |
| No.                                                | Datum                                              | Wedstrijd                                          | Uitslag                                            | Competitie                                         | Bijz.                                              |
| Als speler van 1. FC Köln                          | Als speler van 1. FC Köln                          | Als speler van 1. FC Köln                          | Als speler van 1. FC Köln                          | Als speler van 1. FC Köln                          | Als speler van 1. FC Köln                          |
| -------------------------------------------------- | -------------------------------------------------- | -------------------------------------------------- | -------------------------------------------------- | -------------------------------------------------- | -------------------------------------------------- |
| 1                                                  | 28 maart 2017                                      | Macedonië – Wit-Rusland                            | 3 – 0                                              | Vriendschappelijk                                  |                                                    |
| Als speler van VfB Stuttgart                       |                                                    |                                                    |                                                    |                                                    |                                                    |
| 2                                                  | 1 juni 2021                                        | Noord-Macedonië – Slovenië                         | 1 – 1                                              | Vriendschappelijk                                  |                                                    |
| 3                                                  | 4 juni 2021                                        | Noord-Macedonië – Kazachstan                       | 4 – 0                                              | Vriendschappelijk                                  | Goal                                               |
| 4                                                  | 17 juni 2021                                       | Oekraïne – Noord-Macedonië                         | 2 – 1                                              | EK 2020                                            |                                                    |
| 5                                                  | 21 juni 2021                                       | Noord-Macedonië – Nederland                        | 0 – 3                                              | EK 2020                                            |                                                    |
| Als speler van FC Schalke 04                       |                                                    |                                                    |                                                    |                                                    |                                                    |
| 6                                                  | 2 september 2021                                   | Noord-Macedonië – Armenië                          | 0 – 0                                              | WK 2022 kwalificatie                               |                                                    |
| 7                                                  | 5 september 2021                                   | IJsland – Noord-Macedonië                          | 2 – 2                                              | WK 2022 kwalificatie                               |                                                    |
| 8                                                  | 8 september 2021                                   | Noord-Macedonië – Roemenië                         | 0 – 0                                              | WK 2022 kwalificatie                               |                                                    |
| 9                                                  | 8 oktober 2021                                     | Liechtenstein – Noord-Macedonië                    | 0 – 4                                              | WK 2022 kwalificatie                               | Goal                                               |
| 10                                                 | 11 oktober 2021                                    | Noord-Macedonië – Duitsland                        | 0 – 4                                              | WK 2022 kwalificatie                               |                                                    |
| 11                                                 | 11 november 2021                                   | Armenië – Noord-Macedonië                          | 0 – 5                                              | WK 2022 kwalificatie                               |                                                    |
| 12                                                 | 14 november 2021                                   | Noord-Macedonië – IJsland                          | 3 – 1                                              | WK 2022 kwalificatie                               |                                                    |

1 Bredlow ·
2 Al-Dakhil ·
3 Hendriks ·
4 Vagnoman ·
5 Keitel ·
6 Stiller ·
7 Mittelstädt ·
8 Millot ·
9 Demirović ·
10 El Bilal ·
11 Woltemade ·
13 Krätzig ·
14 Jaquez ·
15 Stenzel ·
16 Karazor  ·
17 Diehl ·
18 Leweling ·
19 Faghir ·
20 Stergiou ·
21 Drljača ·
22 Kastanaras ·
23 Zagadou ·
24 Chabot ·
26 Undav ·
27 Führich ·
28 Nartey ·
29 Jeltsch ·
32 Rieder ·
33 Nübel ·
40 Raimund ·
41 Seimen ·
45 Chase ·
Coach: Hoeneß
1 Dimitrievski ·
2 Bejtulai ·
3 Zajkov ·
4 Ristevski ·
5 Ademi ·
6 Musliu ·
7 Tričkovski ·
8 Alioski ·
9 Trajkovski ·
10 Pandev  ·
11 Hasani ·
12 Jankov ·
13 S. Ristovski ·
14 D. Velkovski ·
15 Kostadinov ·
16 Nikolov ·
17 Bardhi ·
18 Stojanovski ·
19 K. Velkoski ·
20 Spirovski ·
21 Elmas ·
22 Šiškovski ·
23 Radeski ·
24 Avramovski ·
25 Čurlinov ·
26 M. Ristovski ·
Coach: Angelovski